# Giorni di un futuro passato
Giorni di un futuro passato (Days of Future Past) è un arco narrativo incentrato sugli sforzi degli ultimi X-Men rimasti in vita in un distopico futuro alternativo per permettere ad un'adulta Kitty Pryde di tornare indietro nel tempo, nel corpo della sua versione più giovane, impedendo l'assassinio del senatore Kelly che scatenerà l'isteria anti-mutanti. Pubblicata dalla Marvel Comics sulle pagine di X-Men (vol. 1) n. 141 e The Uncanny X-Men (vol. 1) n. 142 fra il gennaio e il febbraio 1981 e sceneggiata da Chris Claremont per i disegni di John Byrne, la trama ha contribuito al grande successo del franchise degli X-Men in quegli anni.

## Trama
Le Sentinelle hanno preso il controllo degli Stati Uniti, fatto strage di mutanti e rinchiuso i mutanti superstiti in campi di concentramento. Nel 2013, prima che le Sentinelle si spostino dal Nord America, invadendo e prendendo il controllo del resto del mondo e che le altre potenze sferrino un attacco nucleare, Kitty Pryde s'incontra con Wolverine, fra le rovine di uno dei tanti edifici di New York City, e questi le consegna l'ultimo componente di un macchinario in grado di annullare l'effetto inibitore dei collari che lei e gli ultimi X-Men rimasti in vita sono costretti ad indossare. All'interno di uno di essi si riunisce col marito Colosso ed i compagni Tempesta, Franklin, Magneto e Rachel e dà loro il suo addio prima di affidarsi nelle mani di quest'ultima: Rachel spedisce la sua mente indietro nel tempo scambiandola con quella della sua controparte adolescente nel 1980. Kate si risveglia quindi nel presente dove avverte gli X-Men Tempesta, Angelo, Nightcrawler, Colosso e Wolverine del pericolo che corre il candidato alla presidenza Robert Kelly, la cui morte per mano della Confraternita dei mutanti scatenerà l'isteria contro l'Homo superior; benché titubanti, gli altri accettano di portarla a Washington D.C. dove Xavier e Moira MacTaggert sono presenti alla discussione sul problema dei mutanti che Kelly tiene al senato.
Nel futuro, intanto, il gruppo guidato da Wolverine riesce a fuggire dal campo imboccando la via delle fogne mentre Magneto distrae le Sentinelle a costo della sua vita, tuttavia il suo sacrificio si rivela vano quando Franklin viene vaporizzato dai giganteschi robot costringendo gli altri ad ingaggiare battaglia. Sconfitta la minaccia, il gruppo si divide: Rachel rimane indietro a sorvegliare il corpo di Kate (in cui si trova la mente dell'adolescente Kitty) mentre Colosso, Wolverine e Tempesta s'intrufolano nel centro di controllo delle Sentinelle localizzato nel Baxter Building (i Fantastici Quattro, così come tutti gli altri superesseri, sono stati uccisi dalle Sentinelle perché pericolosi per l'instaurarsi della loro dittatura). Pur riuscendo a non azionare nessun allarme, il loro attacco manca dell'elemento sorpresa e le Sentinelle li uccidono tutti facendo sperimentare a Rachel ciascuna morte per via del legame telepatico. Nel presente Mystica e la sua Confraternita costituita da Destiny, Valanga, Pyro e Blob (quest'ultimo all'inizio riluttante perché non vede in lei un leader paragonabile a Magneto) prendono d'assalto il senato con l'obiettivo di uccidere Kelly ed insegnare al genere umano a temere i mutanti però si scontrano con gli X-Men nascosti nella folla che è presente in aula.
Nello scontro che ne segue, e a cui partecipa anche l'esercito, gli X-Men riescono a sconfiggere ed arrestare quasi tutti i membri della Confraternita. Solo Mystica che riesce a fuggire, stupendo peraltro Nightcrawler con il proprio aspetto così simile a quello di lui. Kelly, raggiunge Destiny che lo tiene tiro di balestra con l'unico scopo di proteggere Kelly, la mette fuori combattimento (Destiny, in presenza di Kate nel corpo della sé stessa ragazza, e quindi di un'anomalia temporale, è incapace di prevedere le sue azioni) prima di essere costretta a tornare nel suo corpo. Rinvenuta, Kitty e gli altri si chiedono se salvare la vita del senatore abbia davvero fatto cambiare il futuro.

## Conseguenze
- Rachel ritorna indietro nel tempo e, dopo aver rivelato di essere la figlia di Ciclope e Jean Grey, si unisce agli X-Men.
- La Sentinella Nimrod, seguendo la scia temporale di Rachel, arriva nel presente diventando uno dei più acerrimi nemici degli X-Men.
- Il cyborg Ahab arriva nel presente per dare la caccia a Rachel, dando così inizio al crossover Giorni di un futuro presente.

## Altri media
- La trama di Giorni di un futuro passato è stata adattata per il piccolo schermo nell'omonimo episodio in due parti della prima stagione della serie Insuperabili X-Men degli anni novanta.
- Nella serie Wolverine e gli X-Men, il professor Xavier dopo essere rimasto in coma per vent'anni si risveglia in un futuro dove i mutanti sono stati imprigionati dalle Sentinelle in campi di concentramento.
- Nel primo episodio della serie TV Heroes, Hiro Nakamura cita Giorni di un futuro passato quando spiega di come Kitty Pryde gli abbia insegnato il concetto dei viaggi nel tempo e di come questo sia circolare.
- Il film X-Men - Giorni di un futuro passato[4] è basato su questa saga. A differenza del fumetto, nel film è la coscienza di Wolverine che viene inviata da Kitty Pride nel proprio corpo del 1973 per impedire a Mystica di uccidere Bolivar Trask. Il film è stato distribuito in tutto il mondo dal 22 maggio 2014[5].
- Nella serie animata Hulk e gli agenti S.M.A.S.H. Hulk e il Capo viaggiano indietro nel tempo, quest'ultimo crea di volta in volta dei cambiamenti che si ripercuitono nel presente a cui Hulk pone sempre rimedio. Questa avventura comprende un arco narrativo di cinque episodi chiamati Giorni di spaccaggi futuri.